# Droga wojewódzka 152
Die Droga wojewódzka 152 (DW 152) ist eine Woiwodschaftsstraße im Nordwesten Polens. Sie verläuft in West-Ost-Richtung innerhalb der Woiwodschaft Westpommern und verbindet auf einer Länge von 58 Kilometern die Städte Płoty (Plathe), Resko (Regenwalde), Świdwin (Schivelbein) und Połczyn Zdrój (Bad Polzin) (Gemeindeteil Buślary (Buslar)). Dabei durchquert sie die Kreisgebiete von Gryfice (Greifenberg), Łobez (Labes) sowie Świdwin (Schivelbein) und stellt eine Verbindung her von der Landesstraße 6 (DK 6) (= ehemalige deutsche Reichsstraße 2, heute auch Europastraße 28) bzw. den Woiwodschaftsstraßen DW 108 und DW 109 (= ehemalige Reichsstraße 161) zu den Woiwodschaftsstraßen DW 148, DW 151, DW 162 und DW 163 (= ehemalige Reichsstraße 124).
Zwischen Płoty und Starogard verläuft die DW 152 auf der Trasse der früheren – von Kołobrzeg über Gryfice kommenden, dann nach Łobez abzweigenden – Reichsstraße 161, und zwischen Świdwin und Buślary folgt sie ein Stück weit der ehemaligen Reichsstraße 162, die – von Wangerin (Węgorzyno) und Labes (Łobez) kommend – weiter bis nach Bad Polzin (Połczyn Zdrój) führte.

## Streckenverlauf
Woiwodschaft Westpommern

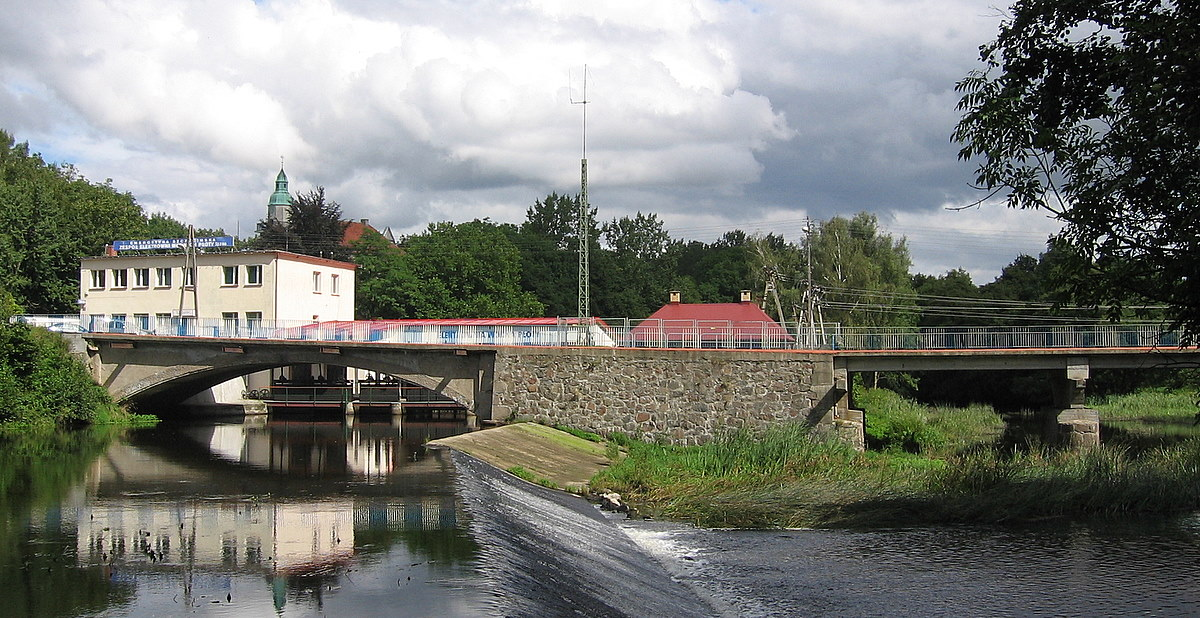
Die Rega-Brücke in Płoty (Plathe)

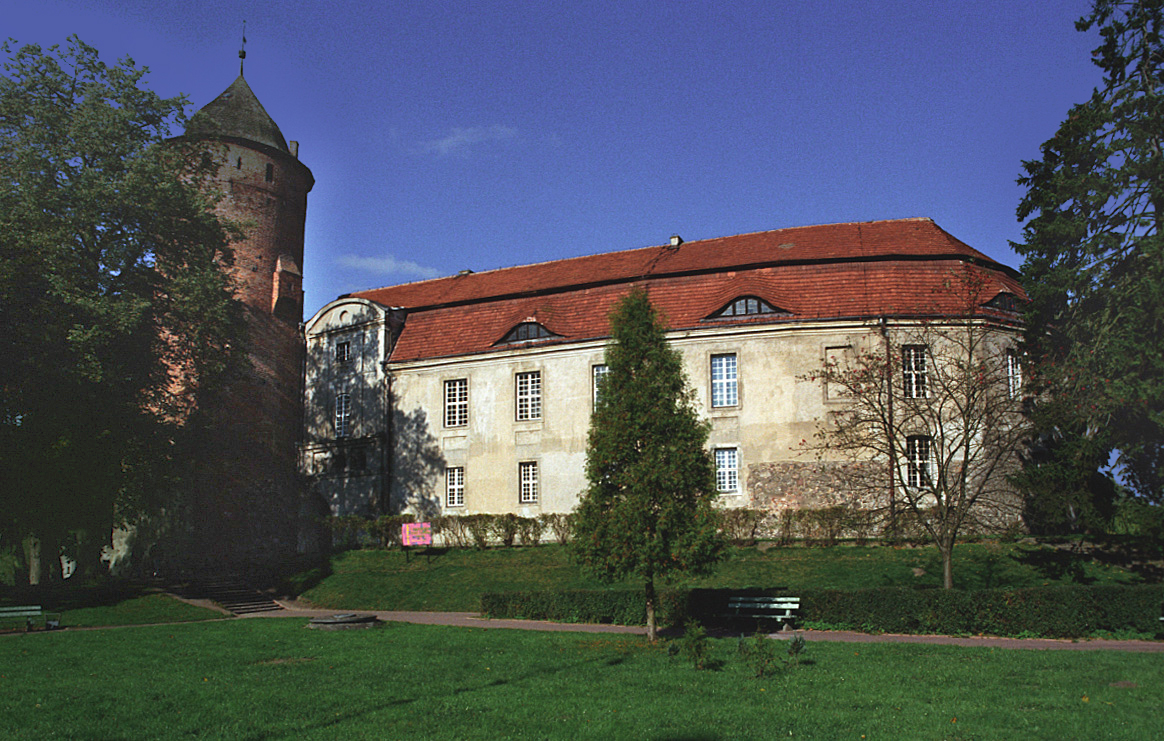
Das Schloss in Świdwin (Schivelbein)

- Powiat Gryficki (Kreis Greifenberg):
  - Płoty (Plathe) (→ DK 6: Kołbaskowo (Kolbitzow)/Deutschland – Szczecin (Stettin) ↔ Koszalin (Köslin) – Gdańsk (Danzig), DW 108: → Golczewo (Gülzow) – Parlówko (Parlowkrug) und DW 109: → Gryfice (Greifenberg) – Trzebiatów (Treptow a.d. Rega) – Mrzeżyno (Deep))

- ~ Rega ~
- Powiat Łobeski (Kreis Labes):
- X PKP-Linie 420: Worowo (Wurow) – Płoty – Wysoka Kamieńska (Wietstock) X
  - Starogard (Stargordt) (→ DW 148: → Łobez (Labes) – Drawsko Pomorskie (Dramburg))
  - Mołstowo (Molstow)

- ~ Mołstowa (Molstow) ~
- Powiat Świdwiński (Kreis Schivelbein):
  - Rusinowo (Rützenhagen)
  - Bełtno (Boltenhagen)
  - Klępczewo (Klemzow)
  - Świdwin (Schivelbein) (→ DW 151: → Łobez (Labes) – Choszczno (Arnswalde) – Gorzów Wielkopolski (Landsberg a.d. Warthe) und DW 162: Kołobrzeg (Kolberg)/Roscięcino (Rossenthin) ↔ Zarańsko (Sarranz)/Drawsko Pomorskie (Darmburg))

- X PKP-Linie 421: Świdwin – Połczyn Zdrój (Bad Polzin) X
- ~ Rega ~
  - Smardzko (Simmatzig)
  - Sława (Alt Schlage)
  - Redło (Redel)
  - Wardyń Górny (Hohenwardin)
  - Nowe Ludzicko (Neu Lutzig)
  - Buślary (Buslar) bei Połczyn Zdrój (Bad Polzin) (→ DW 163: Kołobrzeg (Kolberg) – Karlino (Körlin) – Białogard (Belgard) ↔ Połczyn Zdrój (Bad Polzin) – Czaplinek (Tempelburg) – Wałcz (Deutsch Krone))